# ベンジー (2018年の映画)
『ベンジー』（原題:Benji）は2018年に配信されたアメリカ合衆国のドラマ映画である。監督はブランドン・キャンプ、主演はガブリエル・ベイトマンが務めた。本作は1974年に公開された映画『ベンジー』をリブートした作品である。

## 概略
カーターとフランキーは偶然出会った野良犬と交流を深め、犬にベンジーと名付けた。そんなある日、2人が強盗犯によって誘拐されるという事件が発生した。ベンジーは可愛がってくれた恩を返すべく、2人の救出に向かうのだった。

## キャスト
- ガブリエル・ベイトマン - カーター・ヒューズ（吹替：武田華）
- ダービー・キャンプ - フランキー・ヒューズ（吹替：矢作紗友里）
- キーリー・サンチェズ - ホイットニー・ヒューズ（吹替：湯屋敦子）
- グラレン・ブライアン・バンクス - サム・キング（吹替：世古陽丸）
- ウィル・ロスハー - シド・ウェルド
- アンガス・サンプソン - タイタス・ウェルド
- ジェロッド・ヘインズ - ライル・バートン
- レイシー・キャンプ - 警察官
- ジム・グリーソン - ニューサム
- ブレイディ・パーメンター - ブルート
- アーサー・J・ロビンソン - ミスター・オクラ

## 製作
2010年12月1日、ウォールデン・メディアが『ベンジー』のリブートを企画しており、ブランドン・キャンプが監督に起用されたとの報道があった。2012年6月、ベンジーを演じる犬の公募が始まった。2016年5月20日、ブラムハウス・プロダクションズの下でリブート版が製作されることになったと報じられた。10月、本作の主要キャストが発表されると共に、主要撮影がルイジアナ州ニューオーリンズで始まった。

## マーケティング
2016年10月19日、本作の劇中写真が初めて公開された。2018年2月12日、本作のオフィシャル・トレイラーが公開された。

## 評価
本作に対する批評家の評価は平凡なものに留まっている。映画批評集積サイトのRotten Tomatoesには10件のレビューがあり、批評家支持率は60%、平均点は10点満点で5.43点となっている。また、Metacriticには7件のレビューがあり、加重平均値は53/100となっている。